# 二瓶正也
二瓶 正也（、1940年〈昭和15年〉12月4日 - 2021年〈令和3年〉8月21日）は、日本の俳優。本名および旧芸名、二瓶 正典（）。
東京府東京市麹町区永田町出身。麹町中学校、専修大学附属高等学校卒業。二瓶事務所を経て、メセナに所属していた。

## 来歴

『ウルトラマン』。左から二瓶正也、石井伊吉、小林昭二、桜井浩子、黒部進、津沢彰秀。

実父はドイツ人。映画が好きであったことから、高校3年生時に俳優を志し東宝芸能学校の夜間部に入る。
1960年に東宝第15期生ニューフェースとなり、しばらくは大部屋生活が続く。1961年、岡本喜八監督作『暗黒街の弾痕』の「殺し屋B」でデビュー。コミカルな役柄を得意とし、東宝の専属俳優として活躍した。特に岡本喜八作品の常連となる。1962年に『妖星ゴラス』で特撮作品に初出演。宇宙パイロット役を演じるが、本格的な東宝特撮映画出演はこの1本に留まった。1963年には若大将シリーズ『ハワイの若大将』で運動部のマネージャー江口役に抜擢（）された。この役はシリーズを通して江原達怡が演じていたが、泳げないため海に落ちるシーンを嫌って降板した。そのため、この作品のみ二瓶が演じた。
1966年、『ウルトラマン』（TBSテレビ / 円谷プロダクション）で科学特捜隊のイデ隊員役に起用された。コミカルで人間味豊かなキャラクターは高い人気を得て二瓶自身の代表作となった。その後も『マイティジャック』（1968年）、アニメ『ザ☆ウルトラマン』（1979年）では前述のイデ隊員を意識したトベ隊員の声を担当するなど、円谷プロダクション作品に出演することとなる。
テレビドラマと並行して、引き続きクレージー映画などに出演していたが、1969年に東宝を退社。フリーとなり、大きな身体とにぎやかな声を活かして『ぎんざナイトナイト』などのテレビ番組の司会やCMなどで幅広く活躍。
1980年代後半に鎌倉市に引っ越し、1990年代には不動産業などの実業家としての活動が中心となり、芸能活動は控えるようになった。しかし、1990年代半ばにはウルトラシリーズブームの再燃もあり、再び円谷プロダクション作品に顔を出すようになる。1997年に『総理と呼ばないで』（フジテレビ）で久々のドラマレギュラー出演を果たした。2005年には『ウルトラマンマックス』にダテ博士役でセミレギュラー出演した。近年はビルオーナーをしており、芸能関連の仕事はウルトラマン関係のイベントが多かった。
2021年8月21日、誤嚥性肺炎のため死去。80歳没。

## 人物
- 1972年にカメラマンの福島晶子と結婚[4]、2人の娘がいる[15]。
- 趣味は、ちぎり絵[5]。特技は、射撃[2]。

## エピソード
- 『ウルトラマン』の前作『ウルトラQ』にも3度出演している。第9話「クモ男爵」で使われた車は二瓶自身の愛車で、本人も出番があるものと思っていたところ、車のシーンの撮影が終わり、「ありがとう」の一言で片づけられたという[16]。
- 当初イデ隊員役は石川進が務めていて撮影も始めていたが、スケジュールもしくは出演料が折り合わずにクランクイン2日のみで降板したため[17][18]、前作『ウルトラQ』に3度出演していた二瓶が急遽配役された。
- 『ウルトラマン』撮影時、台本のセリフの「兎に角（とにかく）」が読めず、アラシ隊員役の毒蝮三太夫に冗談で「ウサギにツノ」だと教えられたのを真に受けてNGを連発し、ふざけているのだと思われて飯島敏宏監督を怒らせたことがあった[19][20]。
- ザ・ランチャーズでドラムスを担当しており[6]、腕前は映画『エレキの若大将』やテレビドラマ『青春とはなんだ』などで披露している。
- 『マイティジャック』で共演した二谷英明は元々ファンであり、共演が決まったときは緊張しながら撮影に臨んでいた。その一方で作品のイメージが固くなってしまったことは残念だという[13]。その後、『特捜最前線』で2度共演した。
- 巨人ファンである毒蝮三太夫とは、自身がアンチ巨人であるためにアニメ『巨人の星』の裏番組で視聴率が低迷した『戦え! マイティジャック』について討論になることもあるという[13]。
- アニメ『ザ☆ウルトラマン』では声優に挑戦したが、後年のインタビューでは「ただでさえアフレコが苦手だったので、声優は難しいですね。やっぱり特撮の方が良いな」と述べている[21]。
- 元フジテレビアナウンサーの露木茂は中学校時代の同級生。『ウルトラマン』でウルトラマンのスーツアクターを担当した古谷敏とは東宝芸能学校および東宝ニューフェースの同期である[12]。

## 出演

### 映画
- 暗黒街の弾痕（1961年、東宝） - 殺し屋B [注釈 2]
- 情無用の罠（1961年、東宝） - 洗濯屋
- 妻として女として（1961年、東宝）
- 守屋浩の三度笠シリーズ 泣きとうござんす（1961年、東宝） - ジャリ松
- アワモリ君売出す（1961年、東宝） - チンピラ
- モスラ（1961年、東宝） - ダムの警官[出典 4]、インファント島の島民[12] [注釈 3]
- 世界大戦争（1961年、東宝） - テレビの歌手[6]（バンドマン[3]）[注釈 3]
- 暗黒街撃滅命令（1961年、東宝） - 健
- 妖星ゴラス（1962年、東宝） - 伊東[出典 5]
- どぶ鼠作戦（1962年、東宝） - 話しかける兵
- 青島要塞爆撃命令（1963年、東宝） - 楊白麗をからかう水兵[要出典]
- 若大将シリーズ（東宝）
  - ハワイの若大将（1963年） - 江口敏
  - エレキの若大将（1965年） - 仁科
- 江分利満氏の優雅な生活（1963年、東宝） - 田代
- 今日もわれ大空にあり（1964年、東宝） - パイロット
- ああ爆弾（1964年、東宝） - 竜見
- クレージー映画シリーズ（東宝）
  - 日本一のホラ吹き男（1964年） - 土木作業員
  - 日本一のゴマすり男（1965年） - 黒メガネの男
  - 大冒険（1965年） - 黒服の男[23]（黒メガネ男[7]）
  - 日本一のゴリガン男（1966年） - 刺客
  - クレージーだよ奇想天外（1966年） - 横田
  - クレージー大作戦（1966年） - 手下
  - 日本一の断絶男（1969年） - 特訓屋
  - 日本一のショック男（1971年） - 滝本
- 君も出世ができる（1964年、東宝） - 東和観光社員
- 国際秘密警察 火薬の樽（1964年、東宝）
- 太平洋奇跡の作戦 キスカ（1965年、東宝） - 中村上水[22]
- 殺人狂時代（1967年、東宝） - 仕立屋、パピイ（2役）
- ウルトラシリーズ
  - 長篇怪獣映画ウルトラマン（1967年、東宝） - イデ隊員[3]
  - ウルトラマンゼアス（1996年、松竹） - 写真家
  - 甦れ!ウルトラマン（1996年、松竹） - イデ・ミツヒロ（井手光弘）隊員の声
  - ウルトラマンゼアス2 超人大戦・光と影（1997年、松竹） - ラーメンを食べる一般市民
  - ウルトラマンコスモス THE FIRST CONTACT（2001年、松竹） - 春野勇次郎に声をかける男性
  - 大決戦!超ウルトラ8兄弟（2008年、松竹） - 駄菓子屋の主人
- 反逆のメロディー（1970年、日活） - 立花組組員
- ネオン警察 ジャックの刺青（1970年、日活）
- どですかでん（1970年、東宝） - みさおに声をかける男
- 男の世界（1971年、日活） - 青木
- 薔薇の標的（1972年、東宝） - 金髪の男
- にっぽん三銃士 おさらば東京の巻（1972年、東宝） - ゲンさん
- 夕日くん サラリーマン仁義（1973年、東宝）
- 愛こんにちは（1974年、東宝） - 探偵
- 急げ!若者 TOMORROW NEVER WAITS（1974年、東宝） - 松尾
- 白熱デッドヒート（1977年、東宝）
- こちら葛飾区亀有公園前派出所（1977年、東映） - 労働者風の男（あき竹城の夫）
- トラック野郎・突撃一番星（1978年、東映） - 真珠島係員
- ダイナマイトどんどん（1978年、東映） - 犬飼
- ヒポクラテスたち（1980年、ATG） - レポーター
- ハイティーン・ブギ（1982年、東宝） - 剛田
- 嵐を呼ぶ男（1983年、東宝）
- あいつとララバイ（1983年、東宝） - 滝本番長
- アニメちゃん（1984年、松竹） - おまわりさん
- 北の螢（1984年、東映） - 熊谷友三郎
- 薄化粧（1985年、松竹＝五社プロ＝映像京都） - 飯場の作業員

### テレビドラマ
- 青春とはなんだ（1965年 - 1966年、NTV） - 三瓶
- ウルトラシリーズ
  - ウルトラQ（1966年、TBS）
    - 第2話「五郎とゴロー」 - 森下牛乳トラック運転手
    - 第6話「育てよ! カメ」 - 銀行ギャング・佐東
    - 第15話「カネゴンの繭」 - ヒゲオヤジの相棒

  - ウルトラマン（1966年 - 1967年、TBS） - イデ隊員[7]
  - ウルトラセブン 第42話「ノンマルトの使者」（1968年、TBS） - カマタ
  - ウルトラセブン 太陽エネルギー作戦（1994年、NTV） - ニヘイ・マサナリ
  - ウルトラマンマックス（2005年 - 2006年、CBC） - ダテ博士
- おてんとさまどんと来い!（1966年、CX） - 高山浩二
- 太陽のあいつ（1967年、TBS）
- 快獣ブースカ 第39話「百トン旋風ワッショイ!」（1967年、NTV） - メチャ太郎の兄
- マイティジャック（CX） - 源田明[6]
  - マイティジャック（1968）
  - 戦え! マイティジャック（1968年）
- 東京バイパス指令 第17話「奴を殺（ば）らせ」（1969年、NTV）
- 炎の青春 第4話「猪がアクセル踏んだ」（1969年、NTV）
- 無用ノ介 第15話「天にさけぶ無用ノ介」（1969年、NTV） - 若林猪衛門
- 緋剣流れ星お蘭 第23話「なさけは無用よ!」（1970年、NET）
- ゴールドアイ 第10話「毒ガス商人」（1970年、NTV）
- 旗本退屈男 第2話「いろは狂女」（1970年、CX） - ダニエル仁平
- プレイガールシリーズ（12ch）
  - プレイガール
    - 第103話「いじめて愛して」（1971年） - タツ
    - 第159話「裸になって殺されて」（1972年） - 田村健

  - プレイガールQ
    - 第11話「あの肌に銃をもう一度」（1974年） - 花村和夫
    - 第63話「女ごろし裸の手配師」（1976年） - 本間
- 大江戸捜査網 第35話「やくざ子守唄」（1971年、12ch）
- さぼてんとマシュマロ 第3話（1971年、NTV） - 灘
- 一心太助（1971年 - 1972年、CX） - 惣六
- 恐怖劇場アンバランス 第10話「サラリーマンの勲章」（1973年、CX） - 八木
- 宇宙鉄人キョーダイン 第8話「さがせ!! グレート・バットンの秘密」・第30話「当った!! 死を呼ぶ少年の予言」（1976年、MBS） - 桜井アナウンサー
- 非情のライセンス 第2シリーズ 第116話「狂宴」（1977年、NET） - 秋山修作
- 若さま侍捕物帳 第1話「命ごま参上!!」（1978年、ANB） - 小野川良助
- 敵か?味方か?3対3（1978年、ANB） - 笠松
- UFO大戦争 戦え! レッドタイガー 第4話「SOS! 知られた秘密」 （1978年、12ch）
- おはなちゃん繁昌記（1978年、ANB）
- おやこ刑事（1979年、12ch） - ポパイ刑事
- そば屋梅吉捕物帳 第14話「黒い十手に悪の華」 （1979年、12ch） - 伊助
- 俺たちは天使だ! 第18話「運が良ければ次期社長」（1979年、NTV） - 大スター
- 伝七捕物帳 第16話「悪い奴ほどよく見える」（1979年、ANB）
- ケンちゃんシリーズ - 夢見（TBS）
  - ケンちゃんチャコちゃん（1980年）
  - なかよしケンちゃん（1981年）
  - チャコとケンちゃん（1982年）
- 新五捕物帳 第173話「真心の旅路」（1982年、NTV） - 二八
- ポーラテレビ小説 / 女・かけこみ寺（1982年、TBS）
- 土曜ワイド劇場（ANB）
  - 山口線「貴婦人号」SL殺人トリック（1982年）
  - アルプス秘湯推理旅行（1990年）
- 青春INGS ゆう子とヘレン 第11話「11人のサンタクロース」 （1982年、KTV） - 片岡義郎
- 火曜サスペンス劇場 / ルビーの首飾り （1983年、NTV）
- ザ・サスペンス / 十津川警部シリーズ 第2作「日本一周「旅号」〈ミステリー・トレイン〉殺人事件」（1983年、TBS）
- 特捜最前線（ANB）
  - 第326話「亡霊が呼んだ部屋!」（1983年） - 宮田ノリアキ
  - 第485話「喪服のソープ嬢・1/30秒の殺人トリック!」（1986年）
- 西部警察 PART-III 第26話「ぼくらは少年探偵団」（1983年、ANB） - 矢野昭次
- 星雲仮面マシンマン 第10話「テレパシー大作戦」（1984年、NTV） - 鬼丸
- 月曜ワイド劇場 / 女タクシー運転手 バックミラーは見た!（1984年、ANB）
- メタルヒーローシリーズ（ANB）
  - 巨獣特捜ジャスピオン 第23話「魔の手があやつる世界の巨獣ショー」（1985年） - 北村雄三
  - 特警ウインスペクター 第8話「脱線! 親子救急隊」（1990年） - 大曲大造 / 米倉源一（二役）
- 太閤記（1987年、TBS） - 光秀に裏切られる浪人
- 傑作時代劇 / 半七捕物帳 十手無用の仮面舞踏会（1987年、ANB）
- 暴れん坊将軍II 第185話「妖艶、因幡の白うさぎ!」（1987年、ANB） - 酒田甚右衛門
- 若大将天下ご免! 第3話「命の担保は千葉道場!」（1987年、ANB） - 平松市之進
- 木曜ドラマ / 気ままな女シリーズ 雪国温泉郷に恋が降る（1988年、ANB）
- じゃあまん探偵団 魔隣組 第6話「ジゴマの晩餐」（1988年、CX）
- また又・三匹が斬る! 第1話「姫君の御毒味役、三匹参上!」（1991年、ANB） - 灰原頼母
- 総理と呼ばないで（1997年、CX） - キャップ
- 天才てれびくん / ザ・ゴーストカンパニー（1998年、NHK-ETV） - 富良野健
- 水曜ミステリー9 / 信濃のコロンボ14 死あわせなカップル（2007年、TX）
- 愛の迷宮（2007年、THK）
- 月曜ゴールデン / 森村誠一サスペンスシリーズ7 時（2008年、TBS）

### テレビアニメ
- ザ☆ウルトラマン（1979年 - 1980年、TBS） - トベ

### DVD
- ウルトラマン怪獣伝説 40年目の真実（2005年、ジェネオン・ユニバーサル・エンターテイメントジャパン） - イデ隊員

### その他のテレビ番組
- ウルトラマン前夜祭 ウルトラマン誕生（1966年、TBS） - イデ隊員[6]
- ぎんざナイトナイト（1972年 - 1975年、TBS）
- ヤングヒット歌謡曲（1974年、NET） - メイン司会。
- みっどないとジャック（1974年 - 1975年、CX） - 音楽番組MC、番組略称は「MJ」。
- うるとら7:00（1986年、NTV） - 料理コーナー担当。

### ラジオ
- ウルトラQ倶楽部（2003年 - 2004年、TBSラジオ） - 天使の声、仙人の声
- 商店街のど自慢大会（1980年、文化放送）
- 夜の大合戦（1977年、ラジオ関東）

### CM
- 資生堂
- 日産・ブルーバードU 610型（1972年）
- ライオン油脂・アクロン（1974年）
- 全日空ジェット&ホテル（1975年）
- カルビーサッポロポテトバーベQあじ（1977年）
- マイセット流し台（1977年）初代イメージキャラクター[24] ※現・ワンド（2023年5月1日社名変更[25]）
- 魚井の御膳みそ
- ホクレン・ウインナー（1978年）※北海道向けローカルCM
- ジョンソン・スキンガード
- 日清・おかしめん（1981年）※懸賞プレゼント告知のキャラクター「メダルマン」役
- 味の素・アルギンZ

### その他
- 『ウルトラマン』ソノシート（1966年 - 1967年） - イデ隊員

## 音楽
- 新宿野郎 / 野良犬の詩（1971年） - にへい正也 名義
- ウルトラマンメビウス（2006年） - Project DMM with ウルトラ防衛隊の一員として

## 二瓶正也（に該当する役）を演じた俳優
テレビドラマ
- 住田隆（ビシバシステム）（『ウルトラマンをつくった男たち 星の林に月の舟』（1993年、TBS） - イデ隊員役・二条達也 役